# キヌガサソウ
キヌガサソウ（衣笠草、蚤休、学名：Paris japonica）は、シュロソウ科キヌガサソウ属に分類される多年草の1種。学名の種小名（japonica）は、日本を意味する。和名は、放射状に並ぶ葉の様子を奈良時代の高貴な人にさしかけた衣笠に見立てたことに由来する。別名が「ハナガサソウ」。

## 特徴
根茎は太く、茎の高さは、30-80 cm。茎は根茎から1本が直立し丸くて太く、軟毛があるかまたは無毛、基部には膜質のリン片葉がある。茎の先に7-11個の葉が輪生する。葉は長さ15 - 25 cm、幅5-8 cmの倒卵状披針形で先端は短く尖り、表面に光沢があり、両面無毛で柄はない。
傘のように広がった葉の中心から長さ3.5 - 7 cmの花茎を伸ばし、大きな花を1個つける。開花時期は6 - 8月。花の直径は6 - 7 cm、白い花弁のように見える大きな外花被片（萼片）は6-11個あり、初め白色で、花のあとに紅紫色に、果期に薄緑色になる。内花被片は外花被片と同数で、白色で長さ10 - 15 mmの糸状で目立たない。雄蕊は15 - 20個で2列に並ぶ、内花被片とほぼ同じ長さ、葯は黄色、線形で長さ5 - 8 mm、花糸とほぼ同じ長さ。子房は緑色、花柱は8 - 10個で、外側に曲がる。

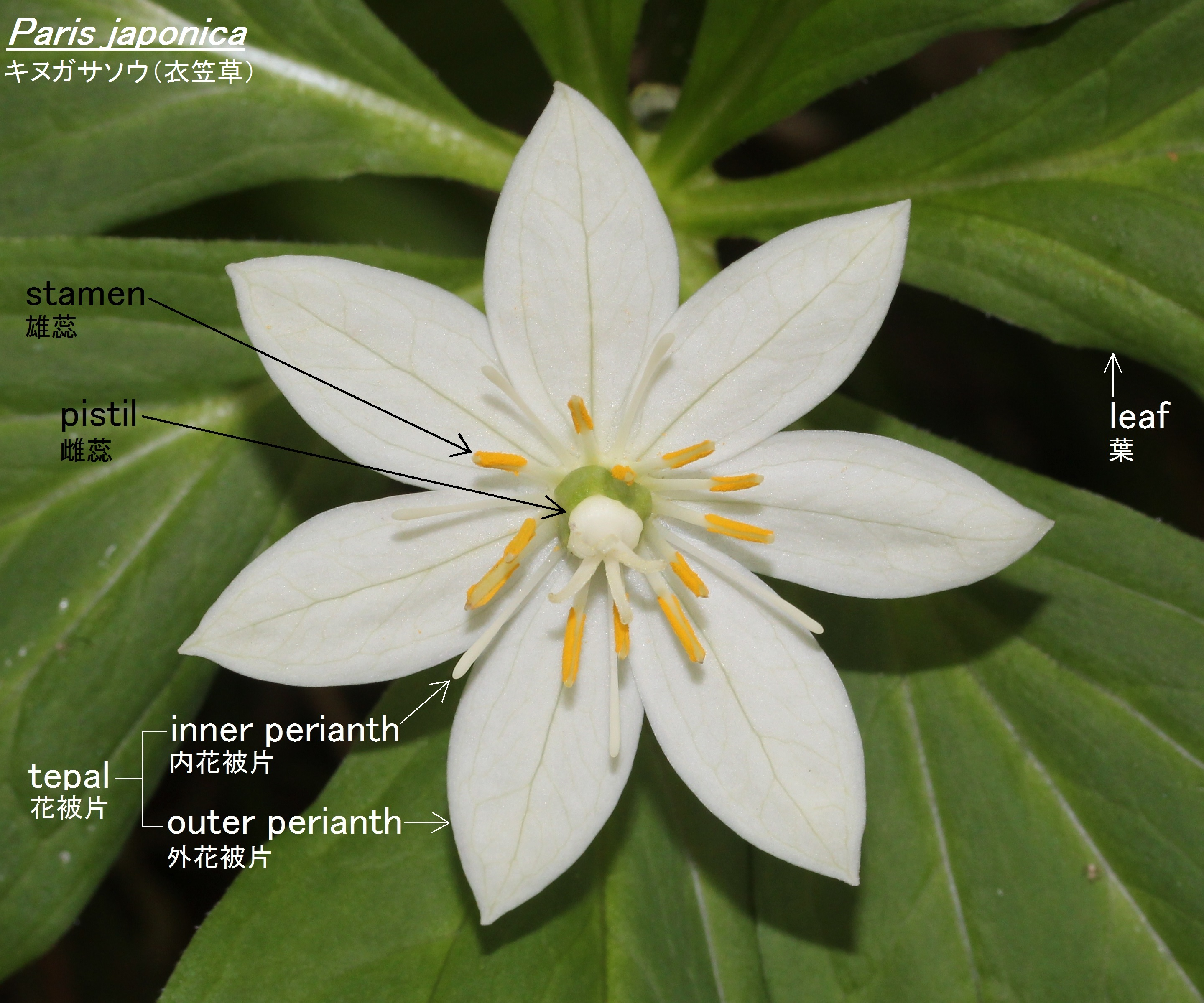
花の形態、白い花弁のように見える大きな外花被片（萼片）、内花被片は糸状で目立たない

液果は緑色の直径2 - 3 cmの球形でのちに黒紫色に熟し甘くなり食べられ芳香がある。白山の登山道でのキツネとテンの糞の調査で、キヌガサソウの植物物質がそれぞれ15.1 %、19.1 %の出現頻度で確認された。染色体数は2n = 40（8倍体）。クルマバツクバネソウに近似した種であるが、特異な形態で近縁種はない。2010年10月7日に英国のキュー王立植物園は、日本固有の「キヌガサソウ」がこれまでに記録された範囲では細胞1つ当たりのゲノムサイズが最大の種であると研究報告した。

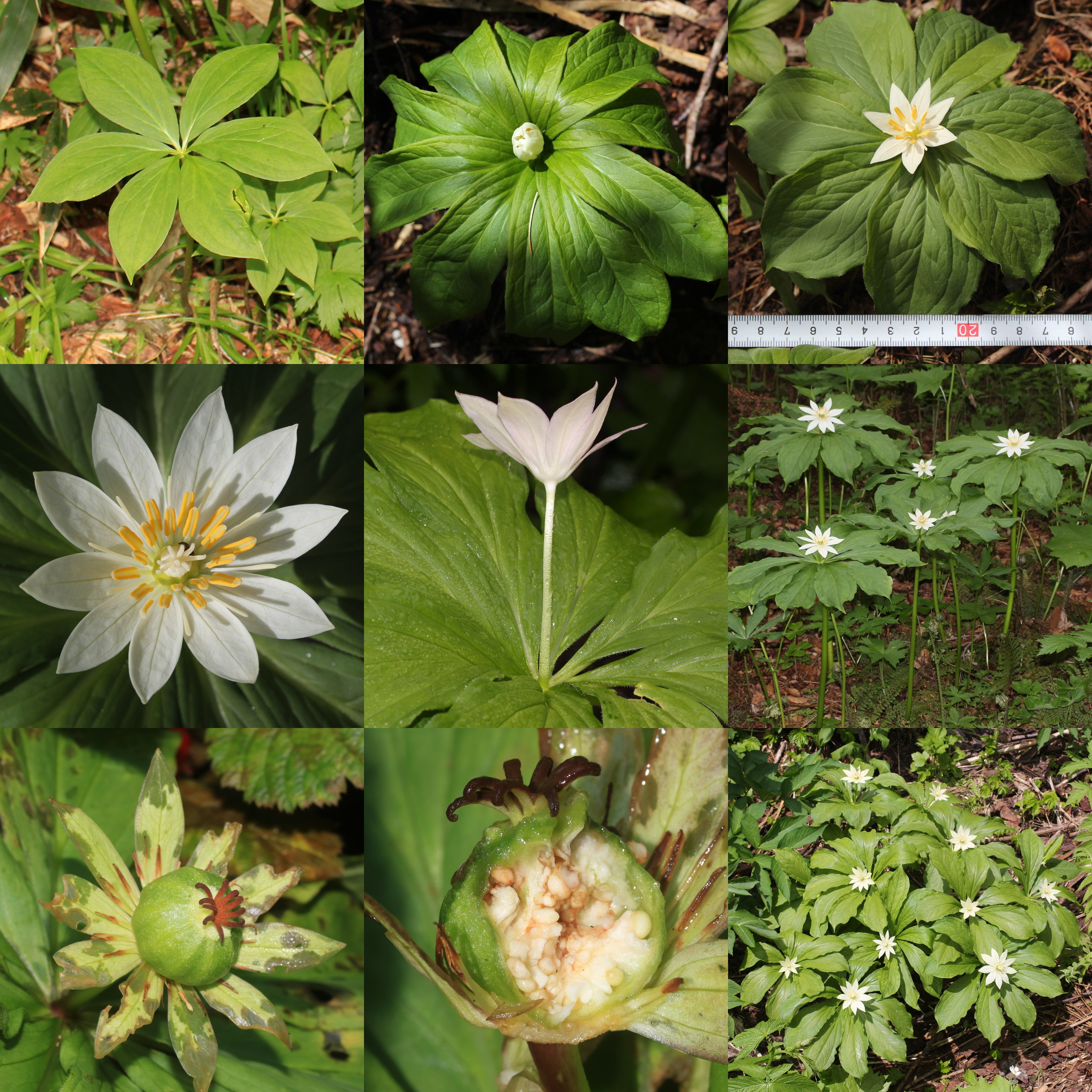
各部の形態
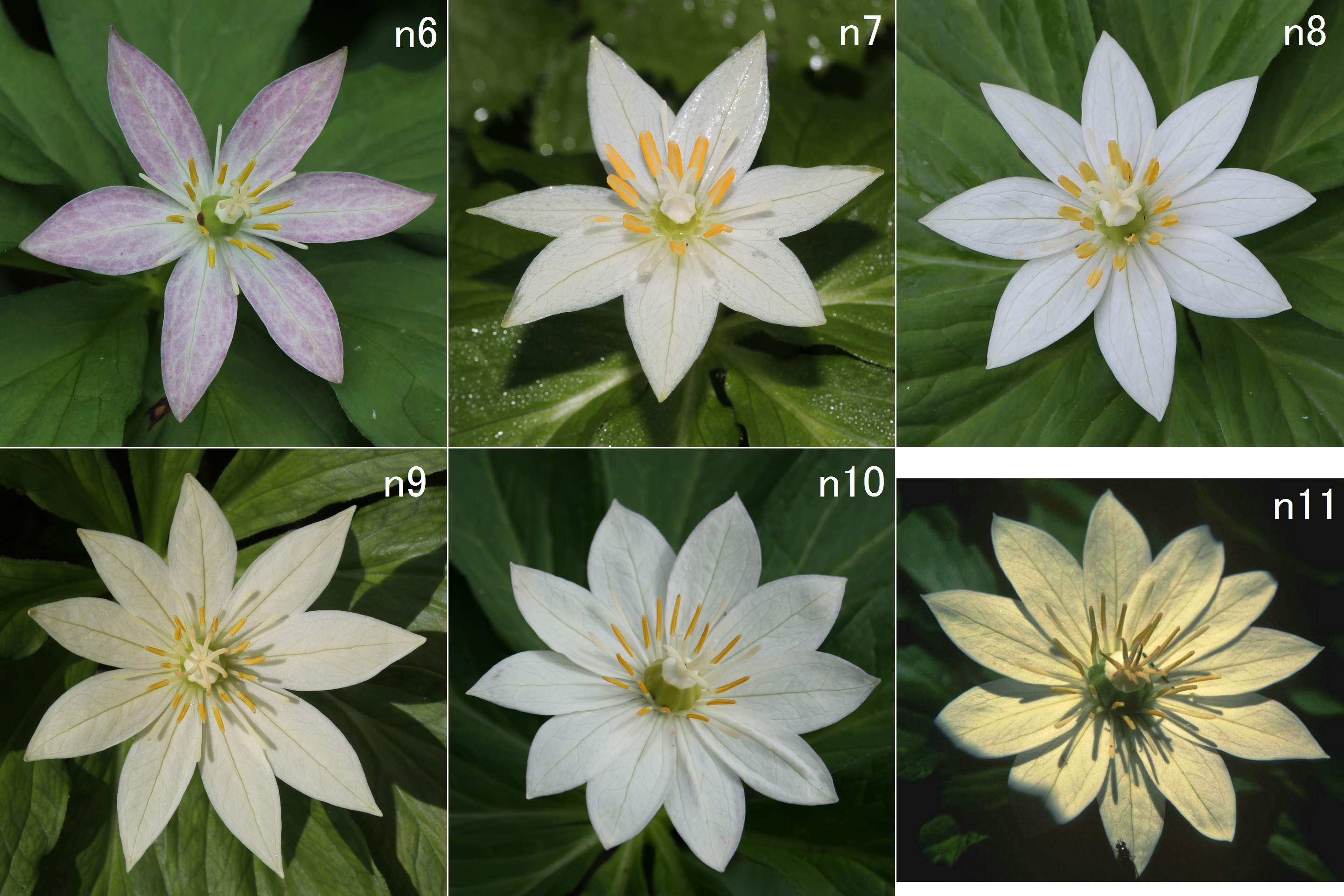
花のバリエーション 外花被片（萼片）が6 - 11個となった各個体

## 分布と生育環境

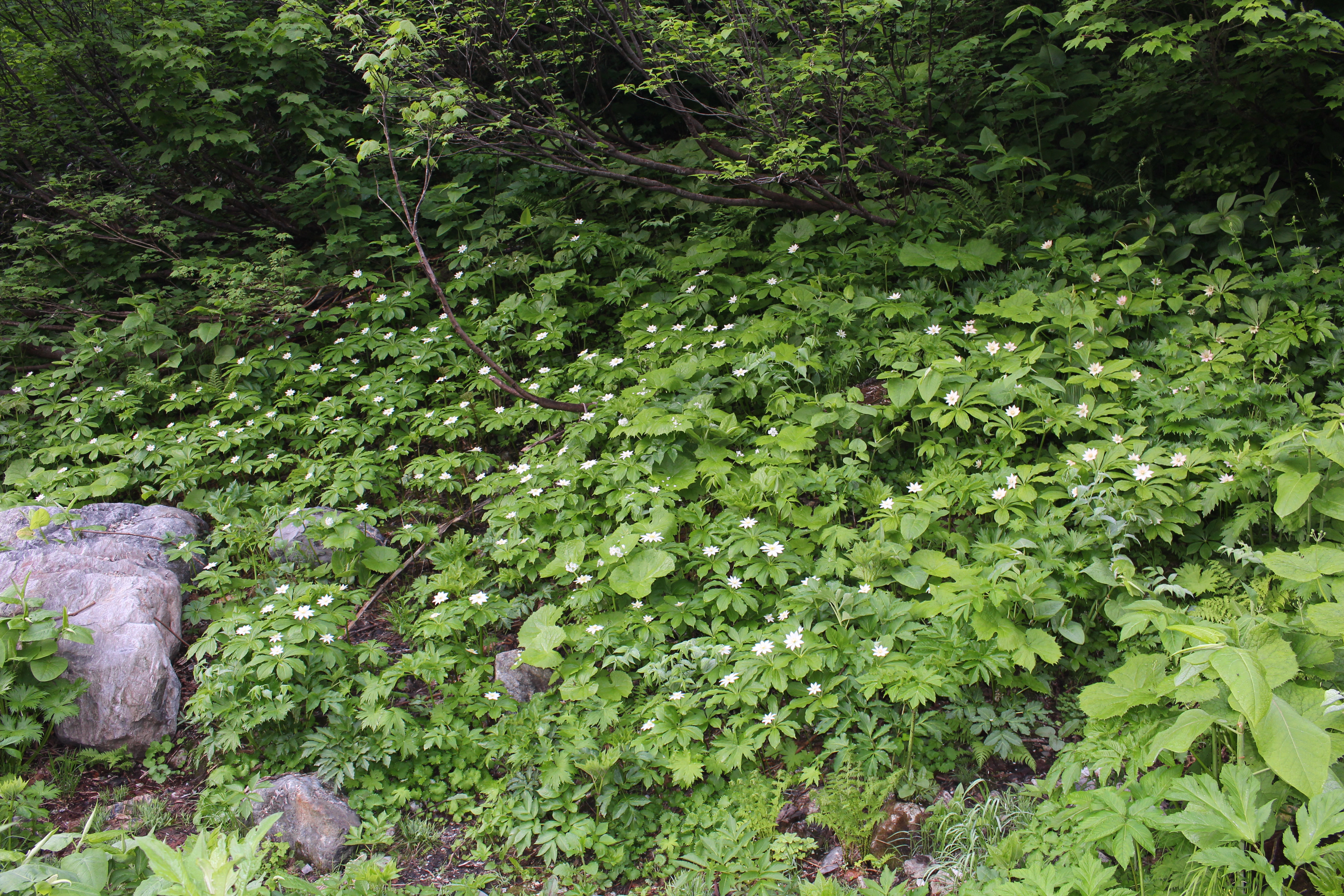
キヌガサソウの群落、飛騨山脈の白馬岳にて

日本の固有種で、本州（中部地方以北の日本海側）に分布する。青森県が北限、白山が西限、赤石山脈（南アルプス）が南限。関東地方北部と東北地方の各山地にも分布する。基準標本は白山のもの。古くから研究されており、1884年に白山で採取されたものが東京大学に最も古い標本として残されている。田中澄江による『新・花の百名山』で針ノ木岳を代表する花の一つとして紹介されている。
山地帯、亜高山帯、高山帯下部にかけての深山の湿った草地、明るい林床、広葉樹林内に自生する。湿った場所に群生することが多い。山野草として利用されている。キヌガサソウの葉裏で、穿孔亜目のアザミウマの新種（学名：Ctenothrips nonnae）が確認された。

## 分類
本種のみでキヌガサソウ属を構成する。ツクバネソウ属（Paris）やエンレイソウ属（Trillium）と形態的共通点があり、2属間の雑種起源ともいわれる。従来の分類（新エングラー体系、クロンキスト体系等）では、ユリ科ツクバネソウ属（学名：Paris japonica）に分類されていた。エンレイソウ属に分類されていたこともある。アジア大陸産の属（Daiswa）に近いとする見解もある。葉の裏に毛が生える変種として、ウラゲキヌガサソウ（裏毛衣笠草、学名：Kinugasa japonica (Franch. et Sav.) Tatew. et C.Sutô var. tomentosa Miyabe et Tatew.）がある。

## 種の保全状況評価
日本の以下の都道府県で、レッドリストの指定を受けている。青森県では変種のウラゲキヌガサソウが、Aランクの指定を受けている。環境省により、上信越高原国立公園と中部山岳国立公園で自然公園指定植物とされている。
- 絶滅危惧種IB類（EN） - 秋田県[20]
- Bランク - 岩手県[21]
- 準絶滅危惧（NT） - 石川県[22]